# 張保信
張保信（1932年8月—1992年7月24日）是臺灣業餘昆蟲學家，桃園楊梅人，曾於多所中小學擔任美術老師、音樂老師與童軍老師，晚年潛心於鱗翅學研究，曾發表一系列有關臺灣鱗翅目昆蟲的文章與著作，對臺灣蝶蛾的生態與分類研究貢獻良多。

## 經歷

### 家庭背景
張保信的父親張芳，原籍中國大陸廣東省饒平縣元歌都蓮塘社葵坑鄉（今饒平縣新豐鎮上葵村），定居於臺灣新竹州中壢郡的楊梅庄（今桃園市楊梅區）。其畢生奉獻於杏壇，1948年發起創辦楊梅中學（今楊梅國中），並被指派為首任校長。張芳杰與第一任妻子育有五名子女，1932年8月出生的張保信則排名三子。張保信甫成年時，母親便離世，約莫十年後父親續絃，並與第二任妻子誕下一子二女。

### 學生時代
1945年由中壢小學校畢業後，張保信進入新竹中學就讀，並接觸了當時在該校任教的昆蟲學者山中正夫。山中曾在臺灣多所高中擔任教職，迄1947年被國民政府遣返回日本以前，也曾在臺灣採得豐富的昆蟲標本，同時亦鼓勵學生參與採集工作，而張保信便在此時受到啟發，對昆蟲產生濃厚的興趣。

### 職業生涯
1953年6月，張保信由臺北師範學校藝術科（今國立臺北教育大學藝術與造形設計學系）畢業，同年8月進入楊梅國民學校（今楊梅國小）任教。此時，父親張芳杰由於楊梅中學辦學卓著，開始受託協助鄰近鄉鎮規劃與開辦自己的中學，並以楊梅中學分部的模式試辦。1954年，張保信由父親調派至最先成立的觀音分部，支援當時不足的師資。於觀音任職的十餘年間，張保信先後擔任過總務主任、美術老師、音樂老師與童軍老師，其中在童軍生涯共獲得三顆木章。1972年，張保信再度調至楊梅國中，並在爾後的十多年中從事過該校輔導室主任、總務主任、美術老師、音樂老師等職。
教學之餘，張保信也憑藉自學，積極投入昆蟲研究與標本採集。他最初的研究重心在蝶類，但與此前許多著重於臺灣蝴蝶分類與分布的學者不同，他更關注蝶類的生態學。在1960年代，張保信曾以觀音初中與新坡國中教師的身分，並以臺灣蝶類的生態與物種紀錄為主題，數度參與國立臺灣科學館（今科教館）舉辦的中小學科展。於此同時，他也開始與許多臺灣與海外的專業昆蟲學家結識，當中較早的一位是日本鱗翅學家白水隆。白水於1960年出版《原色臺灣蝶類大圖鑑》（原色台湾蝶類大図鑑）後不久，便收到了張保信請益的來信，兩人自此魚雁不絕。在白水氏的建議下，張保信開始向日本鱗翅學會發行的學術期刊《蝶與蛾》（蝶と蛾）與《Yadoriga》（やどりが）投稿，為臺灣許多蝶種的生活史留下首次詳細的紀錄。另一方面，張保信的研究亦引起白水氏想進一步研究臺灣蝶類生態的興趣。作為蝶類研究的重鎮，當時有許多日本昆蟲學家前來臺灣調查，白水氏即是其一，張保信也常身兼共同研究者的身分擔任他們的嚮導。
張保信雖未曾受過正規的昆蟲學訓練，但他嚴謹的治學態度不亞於專業的昆蟲學家，因而受到行內專家的敬重。張保信的多年好友朱耀沂曾稱讚他對習性的觀察詳細而科學，同時擁有非常豐富的飼養經驗，且勤赴山林採集與調查，可謂臺灣昆蟲田野研究的領導人物。張保信也曾應朱耀沂之邀，擔任臺北市立動物園整修蝴蝶館（今昆蟲館）的顧問。

### 晚年研究
受到日本鱗翅學家井上寬的影響，張保信在年近五十時開始將研究重心轉移至蛾類上。他常常將在臺灣採集到的蛾類標本寄給任職於東京大妻女子大學的井上氏鑑定，據井上氏所言，張保信的標本品質相當的好，有時還會出現他未曾見過的物種，而他也盡可能為張保信鑑定出這些標本的學名，「從張保信的言談與寄來的信件中，我確切感受到他對於投身蛾類研究有很強的意願，也會為了研究蒐集必要的文獻，這非常振奮人心。我希望這位臺灣唯一的蛾類分類學家能成功，因此我會不遺餘力的提供協助。」在當時，蝶類研究是臺灣昆蟲學界的顯學，但與蝶類同屬鱗翅目的蛾類卻甚少受到關注，坊間也沒有特別收藏蛾類標本的收藏家或機構，張保信的蛾類研究因此顯得十分難得。
1989年4月，張保信所著的《臺灣蛾類圖說》系列圖鑑開始出版。這是第一部詳細介紹臺灣蛾類的著作，迄今仍是重要的臺灣蛾類工具書，張保信也在該叢書中發表了臺灣桑劍紋夜蛾、白斑散紋夜蛾、山根魯夜蛾等至少29個迄今仍為有效學名的夜蛾科新物種。而在第一卷出版的同年10月，張保信自新坡國中（今觀音高中）提前退休，專注於研究工作，同時受聘玉山國家公園鱗翅目昆蟲調查小組的顧問。
張保信退休後曾到中國大陸旅行，期間接觸到不少當地的昆蟲學家，奠定他往該地發展的研究方向。1991年，張保信獲邀擔任《中國蝶類志》副主編，協助完成書中有關臺灣蝶類的內容。翌年3月受聘福建農學院（今福建農林大學）的客座研究員。

## 個人生活
1957年，還是中學教師的張保信與同校教授家事與音樂的教師姜美吟結婚。兩人育有兩名子女，一家四口每逢週六下課便會搭公車回楊梅老家，翌日再乘車回觀音。
據朱耀沂回憶，張保信不善交際，亦不喜與人爭辯，但閒暇時常邀好友至家中談天飲酒。

## 逝世及身後
1992年7月23日晚間9時過後，人在家中陪家人的張保信突發胸痛，隨即被送往龜山鄉的桃園長庚紀念醫院，經過數小時搶救，仍於24日零時6分因心肌梗塞而宣告不治，享壽60歲。張保信在昆蟲學界的許多好友都認為，退休後反而更加繁重的研究工作是他驟然離世的主因。此前張保信幾乎將所有心力都傾注於蛾類研究，時常在野外徹夜採集與調查，返家後亦埋首於標本的鑑定與分類，又有《臺灣蛾類圖說》、《中國蝶類志》等著作的稿件壓力在身，終致積勞成疾。張保信在逝世的兩個月前，尚受邀至河南省科學院協助檢閱標本分類，而直至發病送院前不久，都還忙於《台灣蝶類鑑定指南》一書的收尾工作。張保信逝世後，白水隆、井上寬、朱耀沂等多位與他熟識的昆蟲學家紛紛撰文致悼，這些文章主要刊載於張保信生前投稿過文章的期刊《Yadoriga》上。
張保信辭世後留下數萬件他採集的昆蟲標本，當中包含他生前命名之物種的模式標本。經過多方協商，這批標本最終落腳臺灣國立自然科學博物館，並有其專屬的館藏登錄編號「1282」。館方表示，這是科博館第一次收藏如此大量的昆蟲標本，而該批標本也正好補足1960至1980年代，即科博館成立前臺灣昆蟲研究材料的缺口。
多種臺灣昆蟲的種小名以張保信的姓氏命名，如蜻蛉目的球角春蜓（Stylogomphus changi）、鞘翅目的小藍黑溝腳葉蚤（Hemipyxis changi），以及金斑安尼夜蛾（Anorthoa changi）、張氏尾尺蛾（Ourapteryx changi）、張氏蝠蛾（Parathitarodes changi）等多種蛾類。而在2008年，曾受張保信啟發的蛾類學者傅建明、左漢榮，以及日本鱗翅學家大和田守，將臺灣特有的夜蛾科新物種命名為張氏猶夜蛾，將張保信之名完整納入其學名「Eupsilia baoshinchangi」中，他們也在發表該物種的文章中將張保信譽為臺灣鱗翅學研究的先驅。

## 著作

### 文章
張保信的研究文章大多投稿於日本鱗翅學會的會刊，發表於此的論文都是以日文寫成。
- 〈臺灣北部觀音地區數種蝶類的生活史〉（《蝶與蛾》第14卷第4期，1964年）
- 〈臺灣花蓮港區夏季蝶相概況〉（《Yadoriga》37期，1964年）
- 〈臺灣橫貫公路冬季之旅〉（《Yadoriga》43-44期，1966年）
- 〈臺灣稻眉眼蝶幼蟲、蛹期與生活史〉（《蝶與蛾》第17卷第3-4期，1967年）
- 〈臺灣數種蝶類的食草、幼蟲與蛹〉（《蝶與蛾》第23卷第1期，1972年）
- 〈A Note of Cerambycid Beetles from Baron and its Neighbor〉（《國立臺灣大學植物病蟲害學刊》第2期，與中村慎吾合著，1972年）
- 〈寄生於臺灣翠鳳蝶的姬蜂〉（《蝶與蛾》第23卷第2期，1973年）
- 〈臺灣產緋蛺蝶與突尾鉤蛺蝶〉（《蝶與蛾》第23卷第2期，1973年）
- 〈臺灣穹翠鳳蝶之生活史〉（《蝶與蛾》第23卷第2期，1973年）
- 〈臺灣竹橙斑弄蝶之幼蟲與蛹期〉（《蝶與蛾》第23卷第3-4期，1973年）
- 〈臺灣臺灣斑眼蝶之生活史〉（《蝶與蛾》第24卷第4期，1973年）
- 〈臺灣波紋黛眼蝶之生活史〉（《蝶與蛾》第24卷第4期，與郭玉吉合著，1973年）
- 〈記臺灣琉璃翠鳳蝶〉（《蝶與蛾》第25卷第1期，1974年）
- 〈燦蛺蝶臺灣亞種之幼蟲〉（《Yadoriga》123期，與久保快哉合著，1985年）

### 專書
- 《臺灣的蝴蝶世界》（1984年出版，與蔡百峻合著）
- 《臺灣蛾類圖說》（1989年出版第一卷，1991年出版第五卷。張保信本欲完成更多卷，但編寫工作因其逝世而停擺）
- 《台灣蝶類鑑定指南》（1994年出版）
- 《中國蝶類志》（擔任副主編，1994年出版，1999年修訂本出版）

## 注解
1. ↑  原中壢尋常高等小學校，戰後廢校，原址改建為今中壢家商。
2. ↑  後來先後改為觀音初中、新坡國中與觀音高中。
3. ↑  在第2屆（1961年）、第4屆（1964年）、第5屆（1965年）、第6屆（1966年）、第8屆（1968年）與第9屆（1969年）中小學科展中，張保信皆有以蝴蝶相關題目參展。
4. ↑  即張芳杰故居，現改建為楊梅故事館。
5. ↑  見1993年153期。